# Sklaven und Herren
Sklaven und Herren ist ein deutscher Fernsehfilm von Stefan Kornatz aus dem Jahr 2008 nach dem gleichnamigen Roman von Klaus-Peter Wolf, der auch das Drehbuch schrieb. Die Erstausstrahlung war am 12. November 2008 in der ARD.

## Handlung
Die Schülerin Tina Pohl beobachtet, wie ihr kleiner Bruder Klaus von dem gemeinsamen Mitschüler Yogi erpresst wird. Klaus wird unter anderem gezwungen, eine Kamera in der Mädchenumkleide zu verstecken. Tina erfährt, dass Yogi Klaus als Sklaven bezeichnet und ihn auch als solchen einsetzt. Sie bietet sich als Sklavin an und verlangt im Gegenzug von Yogi, Klaus in Ruhe zu lassen. Yogi geht zunächst darauf ein. Der Vertrauenslehrer der Schule bemerkt ebenfalls, dass mit Klaus etwas nicht stimmt. Er versucht Klaus zu einer Aussage bei der Polizei zu überreden. Jedoch gelangt schnell auch der Lehrer in den Strudel der Gewalt. Am Ende des Films wird er von Klaus erstochen.

## Hintergrund
Der Film wurde vom Hessischen Rundfunk produziert. Die Dreharbeiten fanden in den Monaten Mai und Juni 2008 in Frankfurt am Main und Umgebung statt.

## Kritik
Der film-dienst bezeichnete den Film als einen „drastische[n] Film“, dessen „erzählte Geschichte […] statisch bleibt und sich nicht entwickelt“. Zudem würde sie das Geschehen zu sehr „fiktionalisier[en]“, „indem sie eine ungewöhnlich starke Bildersprache benutzt und vieles symbolhaft überhöht“.